# Jundiá (kommun i Brasilien, Rio Grande do Norte)
Jundiá är en kommun i Brasilien.   Den ligger i delstaten Rio Grande do Norte, i den östra delen av landet, 1 700 km nordost om huvudstaden Brasília. Antalet invånare är 3 585. Arean är 45 kvadratkilometer.
Terrängen i Jundiá är platt.
Omgivningarna runt Jundiá är huvudsakligen savann. Runt Jundiá är det ganska tätbefolkat, med 104 invånare per kvadratkilometer.